# Vjekoslav Šutej
Vjekoslav Šutej (Rijeka 31. srpnja 1951. – Zagreb, 2. prosinca 2009.), međunarodno poznati hrvatski dirigent.

## Životopis
Zahvaljujući roditeljima koji su pjevali u Hrvatskom narodnom kazalištu, proveo je skoro cijelo djetinjstvo u glazbenom okruženju. Studirao je u klasi Igora Gjadrova na Muzičkoj akademiji u Zagrebu. Poslijediplomski studij je završio u Rimu kod Franca Ferrare.
Bio je šef dirigent Zagrebačke filharmonije, umjetnički ravnatelj Dubrovačkih ljetnih igara i redoviti profesor na Muzičkoj akademiji u Zagrebu. Bio je umjetnički ravnatelj i glavni dirigent Hrvatskog narodnog kazališta u Splitu od 1984. do 1989.
Međunarodnu karijeru počeo je na Hollybush festivalu u New Jerseyu, čiji je umjetnički ravnatelj bio 1989. – 1994. Od 1990. do 1993. bio je glazbeni ravnatelj kazališta La Fenice u Veneciji. U Španjolskoj je Šutej poznat kao akademik i član Kraljevske akademije lijepih umjetnosti. Osnovao je Kraljevski simfonijski orkestar Seville te bio njegov umjetnički direktor i glavni dirigent od 1990. do 1996.
Od 1992. do 1997. bio je umjetnički direktor Houston Grand Opere. Nastupao je kao gostujući dirigent u mnogim opernim kućama širom svijeta. 
Dobitnikom je priznanja Ordena grada Beča, Nagrade Grada Zagreba i nagrade Milka Trnina, a počasni je član Real Academia de Belles Artes kao i počasni građanin Seville.
Preminuo je 2. prosinca 2009. godine, nakon duge i teške borbe protiv leukemije.
Godine 2010. posmrtno mu je dodijeljena nagrada Porin za životno djelo.

## Vanjske poveznice
- www.porin.info – Sanja Raca: »Vjekoslav Šutej« (životopis)  Arhivirana inačica izvorne stranice od 12. svibnja 2012. (Wayback Machine)
- Matica hrvatska / VIJENAC – Davor Schopf: In memoriam – Vjekoslav Šutej (1951–2009). Dirigent velike duše  Arhivirana inačica izvorne stranice od 9. lipnja 2010. (Wayback Machine)
- Nacional.hr – Razgovor s Leom Nuccijem o Šuteju  Arhivirana inačica izvorne stranice od 14. lipnja 2011. (Wayback Machine)
- Discogs.com: Vjekoslav Šutej (diskografija)